# العلاقات الإماراتية القطرية
العلاقات الإماراتية القطرية هي العلاقات الثنائية بين دولة قطر و‌الإمارات العربية المتحدة. لدى الإمارات سفارة في الدوحة بينما تحتفظ قطر بسفارة في أبوظبي وقنصلية في دبي.
يشترك البلدان في الحدود البحرية وهما جزء من منطقة الخليج العربي. وهما عضوان في مجلس التعاون الخليجي.

## زيارات دبلوماسية

### زيارات قامت بها قطر
في مارس 2016، زار الشيخ تميم بن حمد آل ثاني أبوظبي والتقى مع الشيخ محمد بن زايد آل نهيان.

### زيارات قامت بها الإمارات
في 2008، زار رئيس الإمارات العربية المتحدة الشيخ خليفة بن زايد آل نهيان، العاصمة القطرية الدوحة حيث التقى بأمير دولة قطر الشيخ حمد بن خليفة آل ثاني. وقد أنشأ الزعيمان صندوق استثمار مشتركًا.
في 28 نوفمبر 2014، زار الشيخ محمد بن زايد آل نهيان ولي عهد أبوظبي الدوحة والتقى بالشيخ تميم بن حمد آل ثاني.

## العلاقات الدبلوماسية
في عام 1995، بعد أن أطاح الشيخ حمد بن خليفة آل ثاني بوالده ليصبح أمير قطر، منح رئيس الإمارات العربية المتحدة الاسبق الشيخ زايد آل نهيان اللجوء السياسي للأمير المخلوع خليفة بن حمد آل ثاني ، اتهمت قطر كلا من الإمارات، و السعودية و‌البحرين بالتآمر ضد الأمير القطري الجديد، الذي نفت له الدول المتهمة جميع التهم. وأجريت عدة مئات من الاعتقالات فيما يتعلق بالحادث خلال العامين القادمين، وفي فبراير 1996، تمت تعبئة الحرس الأميري القطري.
وكانت الإمارات العربية المتحدة، إلى جانب المملكة العربية السعودية و البحرين، قد سحبت سفيرها من قطر في مارس 2014 بسبب عدم التزام دولة قطر في التقيد باتفاق على عدم التدخل في شؤون دول الخليج العربي. وكان السبب الرئيسي لهذا النزاع هو دعم الإمارات للنظام السياسي في مصر بقيادة عبد الفتاح السيسي والنخبة العسكرية المصرية، الأمر الذي يتناقض مع دعم قطر لجماعة الإخوان المسلمين. تعتبر الإمارات العربية المتحدة أن قضية الإخوان المسلمين مرتبطة بأمنها القومي خاصة بعد أن أصدرت محكمة أمن الدولة في أبوظبي عقوبات صارمة على المشتبه في انتمائهم لخلية الإخوان المسلمين لمحاولتها الإطاحة بالدولة. في أبريل 2014، ذكر رئيس قوة شرطة دبي الفريق ضاحي خلفان أنه "لا ينبغي أن تكون دولة قطر ’ملاذًا آمنًا‘ لما يسمى بالإخوان ’المسلمين‘"، وأكد أيضًا أنه ينبغي لدولة الإمارات أن 'تستعيد' قطر.
واصلت دولة قطر دعمها لجماعة الإخوان المسلمين في مصر، وندد أمير قطر تميم بن حمد آل ثاني بانتخاب السيسي رئيسًا في يونيو 2014 بوصفه ’انقلابًا عسكريًا‘. عاد السفراء إلى وظائفهم في يونيو.
في سبتمبر 2014، أفيد بأن الحكومة الإماراتية استثمرت مبلغ 3 ملايين دولار في حملة ضغط ضد أمير قطر، أساسًا كرد على دعم قطر لجماعة الإخوان المسلمين. وهدفت الحملة الإماراتية إلى التأثير على الصحفيين الأمريكيين لنشر مقالات انتقادية عن تمويل دولة قطر للجماعات الإسلامية. وقد اتهمت قطر أيضًا بالتأثير على المنافذ الإخبارية للإبلاغ بشكل سلبي عن الإمارات.
ادعى الصحفي براين ويتيكر أن الإمارات تستخدم الشبكة الدولية للحقوق والتنمية، وهي منظمة غير حكومية تربطها بها علاقات، كأداة سياسية. وادعى ويتيكر أن المنظمة أظهرت المحسوبية في مؤشرها لحقوق الإنسان عام 2014 بترتيب الإمارات في 14 وقطر في 97. كما اتخذت المنظمة موقفًا معارضًا إزاء استضافة قطر كأس العالم لكرة القدم 2022 بشأن الشواغل المتعلقة بحقوق الإنسان. وكانت السلطات القطرية قد ألقت القبض على اثنين من موظفي المنظمة في 2014 بينما كانا يحققان في مستويات معيشة العمال الأجانب.
في 5 يونيو 2017، قطعت دولة الإمارات العربية المتحدة علاقاتها مع دولة قطر متهمة إياها بدعم الإرهاب.
وفي 5 يناير 2021 اعلنت دولة الإمارات العربية المتحدة بجانب مصر والبحرين والسعودية عودة جميع العلاقات الدبلوماسية والاقتصادية والثقافية والرياضية والعسكرية مع قطر بعد توقيعهم بيان قمة العلا بالمملكة العربية السعودية بوساطة الكويتية وبدعم الأمريكية

## الطاقة
وترتبط قطر وعمان والإمارات العربية المتحدة بمشروع غاز الدولفين، وهو أول مشروع لنقل الغاز المُكرر عبر الحدود في مجلس التعاون الخليجي. تم تطوير المشروع وتشغيله من قبل شركة دولفين للطاقة، وهي شركة تأسست في أبوظبي. وهي المشغل لجميع مراحل المنبع والوسط والمصب للمشروع. دولفين للطاقة مملوكة بنسبة 51% لشركة مبادلة للاستثمار نيابةً عن حكومة أبوظبي، و24.5% لكلاً من شركة توتال وشركة أوكسيدنتال بتروليوم. على الرغم من الأزمة الدبلوماسية القطرية وقطع العلاقات بين البلدين، لا توجد خطط لإغلاق خط الأنابيب.
في مارس 2019، قدمت قطر شكوى إلى الوكالة الدولية للطاقة الذرية بشأن محطة براكة للطاقة النووية في دولة الإمارات مشيرة إلى أنها تُشكل تهديدًا خطيرًا للاستقرار الإقليمي والبيئي. ونفت الإمارات بوجود مشاكل تتعلق بالسلامة في المحطة التي تقوم ببنائها مؤسسة كوريا للطاقة الكهربائية (كيبكو)، وذكرت أن «الإمارات العربية المتحدة ... تلتزم بأعلى معايير الأمان والأمن النووي وعدم الانتشار».

## فضيحة فساد ضد قطر
في ديسمبر 2022 ، زُعم أن قطر تدير حملات نفوذ في البرلمان الأوروبي. لكن قطر نفت ارتكاب أي مخالفات واتهمت الإمارات بتدبير الفضيحة ضدها. أكد مراسل الاتحاد الأوروبي جاك باروك أن الجميع في الحكومة القطرية يعتقدون أن الإمارات خططت لقضية الرشوة المزعومة ضد قطر.,, في وقت لاحق ، أفاد تقرير نشره موقع إخباري إيطالي ، داجوسبيا ، أن مستشار الأمن القومي الإماراتي طحنون بن زايد قدم نصائح لبلجيكا ، التي فتحت التحقيق ضد قطر.